# Џорџ Хенри Вилијамс
Џорџ Хенри Вилијамс (енгл. George Henry Williams; Њу Либан, Њујорк, 26. март 1823 - Портланд, Орегон, 4. април 1910) био је амерички судија, политичар и адвокат.